# Управление ООН по обслуживанию проектов
Управление ООН по обслуживанию проектов (ЮНОПС) является оперативным подразделением Организации Объединенных Наций, занимающимся осуществлением проектов для системы ООН, международных финансовых учреждений, правительств и других партнеров во всем мире. Глобальная штаб-квартира организации расположена на территории кампуса ООН в Копенгагене, Дания.
ЮНОПС ежегодно осуществляет для своих партнеров проекты в области мира и безопасности, гуманитарной деятельности и развития на сумму более 1 млрд долл., осуществляя свою деятельность в более чем 80 странах. Его деятельность варьировалась от управления строительством школ в Афганистане до строительства приютов на Гаити и закупки машин скорой помощи для оказания помощи в борьбе с Эболой в Либерии.
ЮНОПС является членом группы Организации Объединенных Наций по вопросам развития и особенно тесно сотрудничает с Программой развития ООН (ПРООН), Департаментом операций по поддержанию мира (ДОПМ) и Всемирным банком.

## История
ЮНОПС было создано в 1973 году в составе ПРООН. В 1995 году организация стала независимой и самофинансирующейся. Концепция ЮНОПС заключается в «продвижении практики устойчивого осуществления в контексте развития, гуманитарной деятельности и миростроительства» в некоторых наиболее сложных условиях в мире. ЮНОПС концентрирует свою поддержку в тех областях, в которых у него есть четкий мандат и опыт: инфраструктура, закупки, управление проектами, людские ресурсы и услуги по управлению финансами.

## Финансирование
ЮНОПС является полностью самофинансируемой организацией. Организация покрывает прямые и косвенные расходы, взимая плату за каждый поддержанный проект. Политика ЮНОПС в области ценообразования определяет, каким образом организация намерена финансировать свои проекты. ЮНОПС не является некоммерческой организацией и отвечает самым высоким международным стандартам подотчетности и транспарентности во всех своих операциях.

## Мандат
ЮНОПС часто работает в условиях после стихийных бедствий и мира и безопасности, в развивающихся странах и странах с переходной экономикой. Бывший генеральный секретарь ООН Кофи Аннан назначил ЮНОПС ведущим подразделением Организации Объединенных Наций по комплексным инфраструктурным проектам в условиях поддержания мира.
В декабре 2010 года Генеральная Ассамблея ООН подтвердила мандат ЮНОПС «в качестве центрального ресурса для системы Организации Объединенных Наций в области управления закупками и контрактами, а также в области гражданских работ и развития физической инфраструктуры, включая соответствующую деятельность по наращиванию потенциала». На официальном открытии штаб-квартиры ЮНОПС в Копенгагене в мае 2009 года бывший генеральный секретарь ООН Пан Ги Мун охарактеризовал ЮНОПС как члена семьи ООН, которому принадлежит «важнейшая роль в предоставлении управленческих услуг для нашего жизненно важного миростроительства, гуманитарные операции и операции в целях развития направляют страны на путь к более стабильному будущему, помогая им строить дороги, школы и клиники, ликвидировать мины, готовиться к демократическим выборам и многое другое».
Нынешний генеральный секретарь ООН Антониу Гутерриш подчеркнул важную роль ЮНОПС в предоставлении странам значимых экспертных знаний в деле осуществления целей в области устойчивого развития и Парижского соглашения об изменении климата: «в таких странах, как Йемен, Ирак, Сомали и Колумбия, техническая поддержка ЮНОПС учреждениям Организации Объединенных Наций в области закупок и других специализированных областях ускорила оказание чрезвычайной помощи миллионам нуждающихся людей и тем самым способствовала созданию более стабильных и безопасных обществ».

## Услуги
ЮНОПС предлагает имплементационные, консультативные и операционные услуги в своих пяти основных областях знаний:
- Инфраструктура;

- Закупка;

- Проектное управление;

- Финансовый менеджмент;

- Людские ресурсы.

ЮНОПС оказывает специализированные услуги целому ряду партнеров, включая Организацию Объединенных Наций, ее учреждения, фонды и программы; международные финансовые учреждения; правительства; межправительственные организации; неправительственные организации; фонды; и частный сектор.
В 2016 году ЮНОПС создало более трех миллионов дней оплачиваемой работы для бенефициаров. Организация оказала поддержку своим партнерам в строительстве, проектировании и восстановлении более чем 3000 километров дорог, 50 школ, 74 больниц и 278 медицинских учреждений. ЮНОПС также закупило и распределило товары и услуги на сумму более 900 млн долл. для своих партнеров.
ЮНОПС создало группу для работы над приложениями блокчейна для международной помощи.

## Прозрачность и подотчетность
Система подотчетности ЮНОПС отражает приверженность организации четкой и открытой коммуникации с партнерами и заинтересованными сторонами. Это является частью обязательства организации по повышению ее транспарентности и подотчетности в соответствии с Международной инициативой по обеспечению транспарентности помощи. ЮНОПС присоединилось к этой инициативе в 2011 году и стало «первой организацией, опубликовавшей полностью геокодированную информацию». ЮНОПС также публикует подробную информацию о проектах на своем общедоступном веб-сайте и data.unops.org платформе.
В 2008 году ЮНОПС утвердило структуру управления в соответствии с резолюциями Генеральной Ассамблеи. С тех пор директор-исполнитель подчиняется непосредственно Генеральному секретарю ООН и Исполнительному совету и уполномочен применять правила и положения о персонале Организации Объединенных Наций к персоналу ЮНОПС. С 2009 года директор-исполнитель имеет возможность подписывать соглашения с правительствами принимающих стран и соглашения о прямом обслуживании в консультации с резидентом или координатором по гуманитарным вопросам, а также имеет полномочия непосредственно назначать представителей ЮНОПС на местах.

## Качество и оперативное превосходство
ЮНОПС считает, что свою работу следует оценивать с учетом передовой международной практики. В соответствии со Стратегическим планом ЮНОПС организация стремится к внешней сертификации основных управленческих функций, процессов и персонала — с тем чтобы ее деловая практика отражала ведущие международные стандарты.
В результате этой работы в июне 2011 года ЮНОПС получило сертификат системы менеджмента качества ISO 9001, став первой организацией ООН, прошедшей сертификацию для своих глобальных систем менеджмента качества. В 2013 году ЮНОПС было награждено сертификатом ISO 14001 за его приверженность защите окружающей среды, став первой глобальной организацией, получившей четыре самых престижных сертификата управления проектами.
ЮНОПС также является первым органом Организации Объединенных Наций, которому была присуждена дипломированная сертификация Института закупок и поставок в области политики и процедур закупок. Сертификация CIPS свидетельствует о том, что ЮНОПС располагает продуманной политикой, процессами и процедурами закупок, которые проверяются и контролируются независимым органом. В 2015 и 2016 годах ЮНОПС достигло золотого уровня в области устойчивых закупок у Института.